# Дуверхель, Альфредо
Альфре́до Дуверхе́ль А́дамс (исп. Alfredo Duvergel Adams; 2 апреля 1968, Гуантанамо) — кубинский боксёр первой средней весовой категории, выступал за сборную Кубы на всём протяжении 1990-х годов. Серебряный призёр летних Олимпийских игр в Атланте, чемпион мира, чемпион Панамериканских игр, победитель многих международных турниров и национальных первенств.

## Биография
Альфредо Дуверхель родился 2 апреля 1968 года в городе Гуантанамо. Первого серьёзного успеха в боксе добился в 1990 году, когда в первом среднем весе завоевал золотую медаль на Играх Центральной Америки и стран Карибского бассейна в Мехико. Два года спустя впервые выиграл национальный чемпионат Кубы и впоследствии удерживал его в течение пяти лет.
В 1993 году Дуверхель побывал на чемпионате мира в финском Тампере, откуда привёз награду серебряного достоинства, уступив лишь румыну Франчиску Ваштагу. В 1995 году одержал победу на Панамериканских играх в аргентинском городе Мар-дель-Плата и затем взял серебро на мировом первенстве в Берлине, в финале потерпев поражение от того же Ваштага. Благодаря череде удачных выступлений удостоился права защищать честь страны на летних Олимпийских играх 1996 года в Атланте — на стадии полуфиналов со счётом 28:19 взял верх над казахом Ермаханом Ибраимовым, однако в решающем матче в третьем раунде был нокаутирован американцем Дэвидом Ридом, будущим чемпионом мира среди профессионалов.
После Олимпиады Дуверхель остался в основном составе национальной сборной Кубы и продолжил принимать участие в крупнейших международных турнирах. Так, в 1997 году он в пятый раз подряд стал чемпионом страны в первой средней весовой категории и выступил на чемпионате мира в Будапеште, где в итоге одолел всех своих соперников и получил золотую медаль. Сделав некоторый перерыв, в 2000 и 2001 годах он пытался вернуться в элиту мирового бокса, тем не менее, в зачёте национальных первенств выиграть не смог и вскоре вынужден был завершить спортивную карьеру.